# Tron
Tron (estilizado como TRON) es una película de acción y aventuras de ciencia ficción estadounidense de 1982 escrita y dirigida por Steven Lisberger a partir de una historia de Lisberger y Bonnie MacBird. La película está protagonizada por Jeff Bridges, Bruce Boxleitner, David Warner, Cindy Morgan y Barnard Hughes. La historia de la trama sigue a Kevin Flynn, un programador de computadoras y desarrollador de videojuegos que se transporta al mundo del software de una computadora central donde interactúa con programas humanoides en su intento de escapar.
Tron, junto con The Last Starfighter, tiene la distinción de ser una de las primeras películas del cine en utilizar imágenes generadas por computadora —CGI—.
La inspiración para Tron se remonta a 1976, cuando Lisberger se interesó por los videojuegos después de ver Pong. Él y el productor Donald Kushner crearon un estudio de animación para desarrollar Tron con la intención de convertirlo en una película animada. Para promocionar el propio estudio, Lisberger y su equipo crearon una animación de 30 segundos con la primera aparición del personaje principal. Finalmente, Lisberger decidió incluir elementos de acción en vivo con animación retroiluminada y por computadora para el largometraje real. Varios estudios habían rechazado los guiones gráficos de la película antes de que Walt Disney Productions aceptara financiar y distribuirla. Allí, la animación retroiluminada finalmente se combinó con la animación por computadora y la acción en vivo.
Tron se estrenó el 9 de julio de 1982. La película fue un éxito moderado en la taquilla y recibió críticas positivas de los críticos, quienes elogiaron sus imágenes innovadoras y su actuación, pero criticaron su historia por ser incoherente. Tron recibió nominaciones a Mejor Diseño de Vestuario y Mejor Sonido en los 55 Premios de la Academia, pero no fue nominado en la categoría de Mejores Efectos Visuales. Tron generó múltiples videojuegos —incluido un vínculo de arcade lanzado poco después de la película— y, como se convirtió en una película de culto, una franquicia multimedia que incluye cómics. En 2010 se estrenó una secuela titulada Tron: Legacy, dirigida por Joseph Kosinski, con Bridges y Boxleitner retomando sus papeles y Lisberger actuando como productor, a la que siguió la serie animada Tron: Uprising, una medicuela ambientada entre las dos películas.

## Argumento
Kevin Flynn es un joven arrogante y presumido pero destacado programador, anteriormente empleado de la megacorporación ENCOM, que ahora dirige un local de arcade e intenta piratear el sistema central de ENCOM. Sin embargo, el Programa de Control Maestro o PCM (un mainframe de inteligencia artificial de la compañía) de ENCOM detiene su progreso.
Dentro de ENCOM, el programador Alan Bradley y su novia, la ingeniera Lora Baines, descubren que el PCM les ha cerrado el acceso a los proyectos. Cuando Alan se enfrenta al vicepresidente ejecutivo sénior, Ed Dillinger, este afirma que las medidas de seguridad son un esfuerzo para detener los intentos externos de piratería informática. Sin embargo, cuando Dillinger interroga en privado al PCM a través de su escritorio computarizado, se da cuenta de que el PCM se ha expandido a una poderosa inteligencia virtual y se ha vuelto ávida de poder, apropiándose ilegalmente de programas personales, comerciales y gubernamentales para aumentar sus propias capacidades. Dillinger llegó a la cima de ENCOM al robar los videojuegos que había creado Flynn y presentárselos a la empresa como propios. El PCM chantajea a Dillinger con información sobre su plagio de los juegos de Flynn si no cumple con sus directivas.
Lora deduce que Flynn es el hacker, y ella y Alan van a su sala de juegos para advertirle sobre esto. Cuando Alan y Lori se reúnen con Flynn, este revela que ha estado tratando de localizar pruebas que demuestren el plagio de Dillinger, lo que provocó el ascenso de Dillinger en la empresa. Juntos, los tres forman un plan para entrar en ENCOM y desbloquear el programa "Tron" de Alan, una medida de seguridad autónoma diseñada para proteger el sistema y contrarrestar las funciones del PCM. Una vez dentro de ENCOM, los tres se separan y Flynn entra en conflicto directo con el PCM, comunicándose con su terminal. Antes de que Flynn pueda obtener la información que necesita para revelar los actos de Dillinger, el PCM usa un láser experimental para digitalizar y cargar a Flynn para teletranportarlo en el ciberespacio del mainframe ENCOM, donde los programas son entidades vivientes que se asemejan a los "usuarios" humanos (programadores) que los crearon.
Flynn se entera de que el PCM y su segundo al mando, Sark, gobiernan y obligan a los programas a renunciar a su creencia en los usuarios. El PCM obliga a los programas que se resisten a jugar en juegos mortales y comienza a poner a Flynn en duelos. Flynn se encuentra con otros programas capturados, Ram y Tron, entre partidos. Juntos, los tres escapan a la computadora central durante un partido de ciclo ligero (un juego de arcade que Flynn escribió el programa y es hábil en ello), pero Flynn y Ram se separan de Tron por un grupo de persecución del PCM. Mientras intenta ayudar a Ram, que resultó herido en la persecución, Flynn se entera de que puede manipular partes de la computadora central accediendo a su conocimiento de programador. Ram reconoce a Flynn como usuario y lo alienta a encontrar a Tron y liberar el sistema antes de ser "derezzing" (morir). Usando su nueva habilidad, Flynn reconstruye parcialmente un vehículo Recognizer (una construcción tomada de otro de los juegos de Flynn) y luego se disfraza como uno de los soldados de Sark.
Tron solicita la ayuda de Yori, un programa comprensivo, y en una torre de E/S recibe la información de Alan necesaria para destruir el PCM. Flynn se reúne con ellos y los tres abordan un velero solar secuestrado para llegar al núcleo del PCM. Sin embargo, la nave de mando de Sark destruye el velero, captura a Flynn y Yori y, presumiblemente, mata a Tron. Sark deja la nave de mando y ordena su resolución, pero Flynn la mantiene intacta manipulando nuevamente el mainframe, mientras que Sark llega al núcleo del PCM en un transbordador que transporta los programas capturados. Mientras que el PCM intenta absorber los programas cautivos, Tron, que resulta haber sobrevivido, se enfrenta a Sark y lo hiere de gravedad, lo que lleva al PCM a darle todas sus funciones. Al darse cuenta de que su habilidad para manipular el mainframe podría darle una oportunidad a Tron, Flynn salta hacia el haz del PCM y lo distrae.
Flynn reaparece en el mundo real, rematerializado en su terminal. La victoria de Tron en el mainframe ha liberado todos los bloqueos en el acceso a la computadora, y una impresora cercana produce la evidencia de que Dillinger había plagiado las creaciones de Flynn. A la mañana siguiente, Dillinger ingresa a su oficina para encontrar el PCM desactivado y la prueba de su robo publicada. Posteriormente, Dillinger termina siendo despedido, mientras que Flynn es ascendido a director ejecutivo de ENCOM y Alan y Lora lo reciben felizmente como su nuevo jefe.

## Comentarios

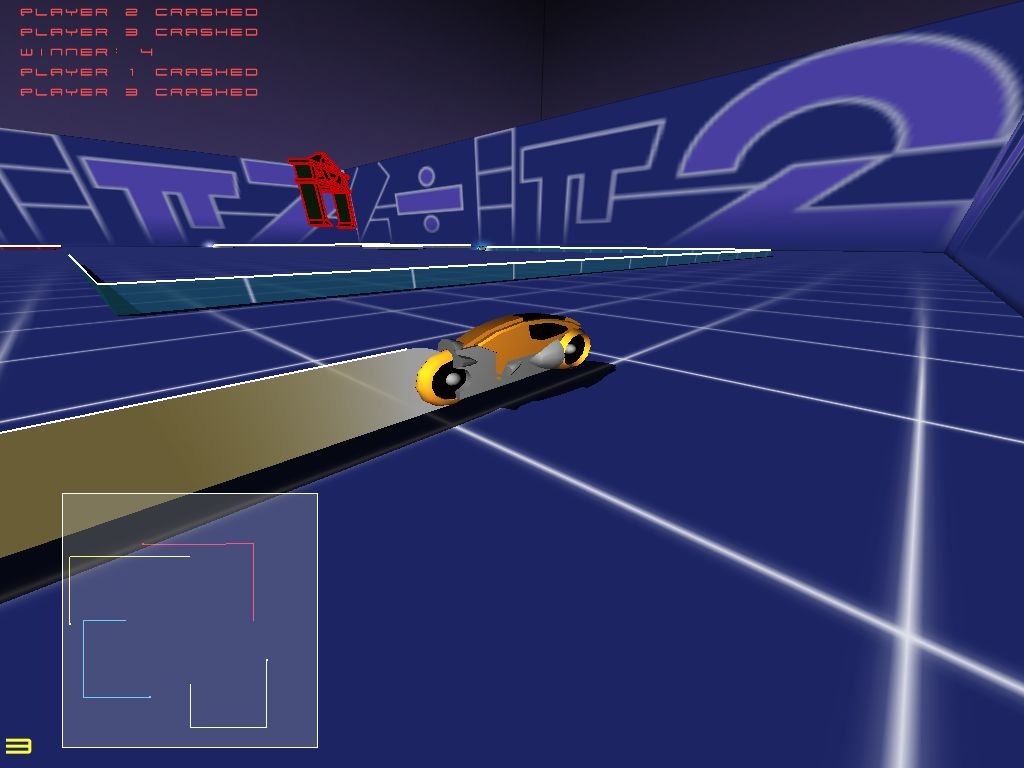
Captura de pantalla de GLtron, una versión de software libre.

La película fue producida por los estudios Walt Disney Productions en 1982. Aunque la película inicialmente no tuvo éxito, se ha ganado el estatus de película de culto debido al uso de sus gráficos generados por ordenador, siendo el preludio de un nuevo subgénero en la ciencia ficción, la realidad virtual. La película ha inspirado muchos videojuegos. El propio juego Tron ganó más que el primer lanzamiento de la película. Disneylandia desarrolló su propio Túnel de Supervelocidad como una de sus atracciones.
Fue fuente de inspiración para Thomas Romain y Tania Palumbo en la serie Código Lyoko.
Tron fue una de las primeras películas en hacer uso extenso de cualquier forma de animación por ordenador, además de su propio estilo visual definido por el artista conceptual Syd Mead (Blade Runner, Aliens) y el conocido dibujante francés Jean Giraud (Moebius).
El juego de las "motos de luz" es similar a un viejo juego conocido como el juego de rodear. Los jugadores están en constante movimiento en un campo de juego creando una pared detrás de ellos conforme se mueven. Si un jugador choca contra una pared, ya sea por accidente o porque no tiene más espacio para moverse, pierde y el jugador que llegue al final sin haber chocado ganará. Desde el estreno de la película se han creado incontables versiones de este juego.

## Reparto
- Jeff Bridges como Kevin Flynn / Clu, (doblado en México por Arturo Mercado y en España por Javier Dotú[6]).

- Bruce Boxleitner como Alan Bradley / Tron, (doblado en México por Raúl Aldana y en España por Juan Antonio Castro[6]).

- Cindy Morgan como Lora Baines / Yori (doblada por Selica Torcal en España, y Patricia Acevedo en México[6]).

- David Warner como Ed Dillinger / Sark, y la voz del "Programa de Control Maestro" (doblado por Germán Robles en México, y Jesús Nieto en España[6]).

## Producción
La inspiración de Tron se remonta a 1976, cuando Lisberger se sintió intrigado por los videojuegos después de haber jugado Pong. Él y el productor Donald Kushner crearon un estudio de animación para desarrollar la cinta con la intención de convertirla en una película animada. De hecho, para promocionar el estudio en sí, Lisberger y su equipo crearon una animación de 30 segundos con la primera aparición del personaje principal. Finalmente, Lisberger decidió incluir elementos de acción real con retroiluminación y animación por computadora para el largometraje real. 
Varios estudios cinematográficos habían rechazado los guiones gráficos de la película, antes de que Walt Disney Productions aceptara financiar y distribuir la película. Ahí, la animación retroiluminada finalmente se combinó con la animación por computadora y la acción en vivo.
Al principio Deborah Harry fue una de las candidatas para interpretar el papel de Lora/Yori, que Cindy Morgan al final obtuvo.
En 2018, la película Ralph Breaks the Internet, de Walt Disney Animation Studios, aparece el título Tron en la película como videojuego de arcade. 

### Datos técnicos
Se utilizaron entre 15 y 20 minutos de animación generada por ordenador, en combinación con los personajes de la película. Aunque la película ha sido criticada por su acartonamiento en la actuación e incoherencia de guion, ha sido ovacionada por ser un hito en la animación digital.
Para crearla, la empresa Disney tuvo que adquirir una máquina Super Foonly F-1, la PDP-10 más rápida jamás fabricada y la única en su tipo en aquellos tiempos.
La película contiene menos imágenes generadas por computadora de lo que generalmente se pudiera suponer. Muchos de los efectos que parecen haber sido hechos por computadora fueron creados usando efectos ópticos tradicionales. Una técnica conocida como "animación con luz de fondo", las escenas en vivo dentro del mundo de la computadora, se filmaron en blanco y negro, impresas en películas de formato grande y alto contraste, después coloreadas con técnicas tradicionales de fotografía y técnicas rotoscópicas las cuales le dan un aspecto "tecnológico". El proceso fue inmensamente laborioso y no ha sido repetido para ninguna otra película; con tantas capas de alto contraste y negativos de formato grande se necesitaron grandes cantidades de película cinematográfica y una carga más grande que cualquier película convencional.
El diseño de carácter original 'Programa' se inspiró en el logotipo Lisberger Studios de un culturista que brilla intensamente lanzar dos discos. Diseño y creación de sonido para la película fue asignada a Frank Serafine, quien fue responsable del diseño de sonido de Star Trek: The Motion Picture en 1979. Tron fue en 1983 Nominada Oscar mejor sonido. En un momento en la película una pequeña entidad llamada "Bit" aconseja a Flynn con solamente las palabras "sí" y "no"; esto fue creado por Votrax un sintetizador de voz.

## Recepción
La película fue un éxito moderado en la taquilla y recibió críticas positivas de los críticos que elogiaron las innovadoras imágenes y la actuación. Sin embargo, la historia también fue criticada en ese momento por ser incoherente. Tron recibió nominaciones al Mejor Diseño de Vestuario y Mejor Sonido en la 55.ª edición de los Premios de la Academia y recibió el Premio de la Academia por Logros Técnicos catorce años después. La película no fue nominada en la categoría de Mejores Efectos Visuales, pero fue galardonada con el premio Saturn Award en 1983, al Mejor Vestuario (Eloise Jensson y Rosanna Norton). Con el paso del tiempo, se convirtió en una película de culto y finalmente dio lugar a una franquicia, que consta de varios videojuegos, cómics y una serie de televisión animada. Una secuela titulada Tron: Legacy, fue dirigida por Joseph Kosinski y estrenada el 17 de diciembre de 2010, con Bridges y Boxleitner retomando sus papeles, y Lisberger regresando en esta entrega como productor, seguida de la serie animada Tron: Uprising ambientada entre las dos películas. Junto con la cinta The Last Starfighter, la película tiene la distinción de ser una de las primeras películas del cine en utilizar amplias imágenes generadas por computadora (CGI).

## En videojuegos
En la revista española MicroHobby (número 15, página 24) en febrero de 1985 se publicó el código fuente en «Basic» de un juego (llevó por título 2 líneas) que emulaba parte de la idea de Tron, donde el jugador controla una estela y debe moverse evitando cruzarse con la otra estela y la suya propia.
Tron 2.0 es un videojuego que salió como secuela, publicado el 25 de agosto de 2003. En este juego de primera persona, el jugador toma el rol del hijo de Alan Bradley que es enviado al mundo de las computadoras para pelear contra un virus. Se publicaron versiones de este juego para Microsoft Windows, Macintosh, Xbox y Game Boy Advance.
Existe una versión alternativa llamada Armagetron que tiene un modo para un jugador y multijugador en línea disponible para GNU/Linux y Microsoft Windows.
El mundo de Tron aparece en los videojuegos de Disney y Square Enix, Kingdom Hearts II y Kingdom Hearts 3D: Dream Drop Distance. Mientras que en Kingdom Hearts II su mundo se basa en la película Tron original, en Dream Drop Distance se basa en Tron: Legacy.
Las mecánicas del videojuego Tron original también se han podido ver recreadas en otros juegos como es el caso de Slither.io (Lowtech Studio 2016). En este juego en línea el jugador deberá competir contra otros usuarios controlando a una serpiente que va creciendo a medida que el jugador obtiene puntos. Al igual que en Tron, el jugador deberá lograr que otras serpientes choquen en el cuerpo de la suya y evitar chocar con otras y con su propio cuerpo.

## Expresiones popularizadas por Tron
- "Cuidado con las macros ocultas": En un momento de la película, se puede escuchar una voz femenina sintetizada (probablemente proveniente de algún programa dependiente de Control Maestro), que desde fuera del campo visual advierte a los habitantes de este mundo virtual que han de tener "cuidado con las macros ocultas". Esta expresión ha sido popularizada a través de Internet como forma de despedida, equivalente a "cuídate", "sé precavido", "ten cuidado", "vigila lo que te rodea", etc.

De hecho, hay una escena en la que se oye la famosa frase "Cuidado con las macros ocultas" y los personajes empiezan a repetirla y a decir "habrá que tener cuidado con las macros ocultas". Una macro es una secuencia de acciones predefinidas que se repite cada vez que se activa la macro.
- "Fin de impresión" (End of line): En varios momentos de la película el Programa de Control Maestro dice esta frase para despedirse o cuando termina de hablar; es equivalente a “Fin de la transmisión”. En la secuela Tron: Legacy, el bar de Castor se llama “End of line”.

- En un momento de la película, concretamente en una escena en la que aparece el despacho de Alan, aparece escrita en la pared la frase: “Gort klatuu barada nictu”, simpática referencia a las películas The Day the Earth Stood Still de 1951 y El ejército de las tinieblas de 1992.

## Secuela
Tron: Legacy es una película estadounidense de ciencia ficción que se estrenó en cines el 17 de diciembre de 2010 en los Estados Unidos, producida por Walt Disney Pictures. Es la segunda parte para la película Tron de 1982 del director Steven Lisberger, que pasa a ser productor en la secuela.
Sam Flynn, un experto en tecnología de 27 años e hijo de Kevin Flynn, investiga la desaparición de su padre y se adentra en un mundo digital distinto al original y creado por su padre, de feroces programas y juegos de arcade, y donde su padre ha estado atrapado durante 20 años. Junto con Quorra (Olivia Wilde), la amiga más leal de Kevin dentro de TRON, padre e hijo se embarcan en una travesía a vida o muerte a través de un universo cibernético visualmente impactante que va más allá de lo extremadamente futurista y peligroso.
Para esta película desde julio de 2009 se ha montado una campaña de marketing muy inusual, al inicio los dueños de diferentes sitios recibieron un correo y una moneda del local Flynns Arcade y una serie de pistas de la apertura de un sitio web llamado Flynnlives.com, hasta antes del estreno las pistas sobre los personajes de la película se han desentramado en diferentes foros de fanes de la película.

### Reparto
- Garrett Hedlund como Sam Flynn.
- Jeff Bridges como Kevin Flynn / Clu 2.0.
- Bruce Boxleitner como Alan Bradley / Tron.
- Olivia Wilde como Quorra.

## Cronología del universo Tron
- Tron (1982)
- Tron 2.0
- Tron: The Ghost in the Machine
- Tron: Betrayal (1983/1989)
- Tron: Uprising (1989/1990)
- Tron: Evolution (2010)
- Tron: Legacy (2010)
- Tron: Ares (2025)